# Луций Элий Галл Страбон
Луций Элий Галл Страбон (лат. Lucius Aelius Gallus Strabo; около 12 — 31 гг.) — великий понтифик Римской империи.
Страбон был старшим сыном могущественного префекта претория Сеяна и Гавии Апикаты. Он был обручён с Корнелией, дочерью консула 26 года Лентула Гетулика.
В 31 году Страбон вместе со своим отцом вошёл в коллегию понтификов, став великим понтификом. Но 18 октября этого же года Сеян был обвинён в заговоре против императора Тиберия и казнён. Страбон безуспешно пытался скрыться в садах Помпония Секунда, но всё же был схвачен и 24 октября казнён.